# Oliver Ivanović

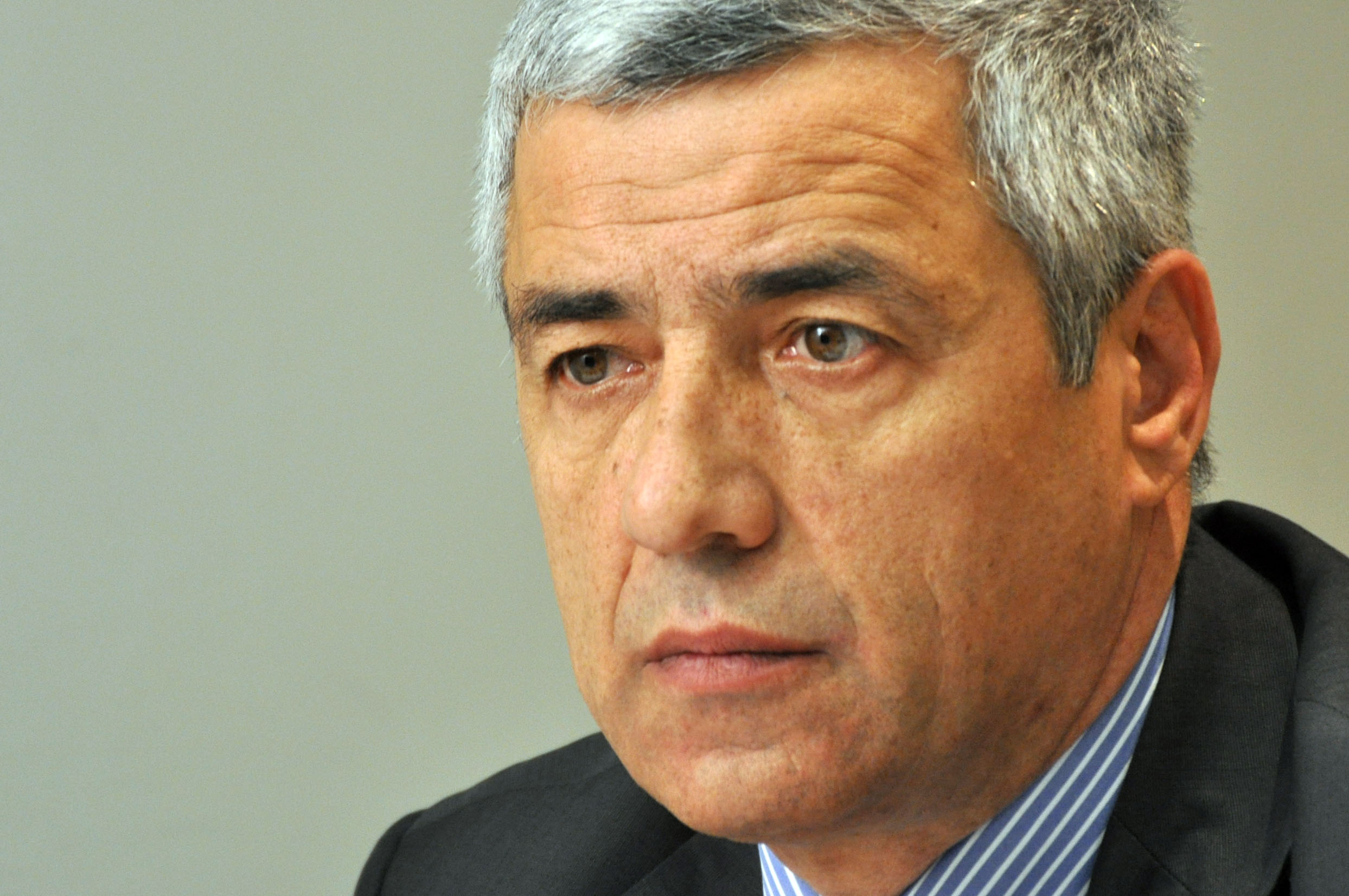
Oliver Ivanović (2011)

Oliver Ivanović (serbisch-kyrillisch Оливер Ивановић, albanisch Oliver Ivanoviq; * 1. April 1953 in Rznić bei Dečani, SAP Kosovo, SFR Jugoslawien; † 16. Januar 2018 in Nord-Mitrovica, Kosovo) war ein serbisch-kosovarischer Politiker und zuletzt Leiter der Bürgerinitiative Sloboda, demokratija, pravda („Freiheit, Demokratie, Gerechtigkeit“).

## Leben
Er war seit 1999 de facto der von der serbischen Regierung akzeptierte Führer der serbischen Minderheit im Kosovo. Er galt als einer der wenigen serbischen Politiker, die auch Albanisch sprachen und gute Beziehungen zur albanischen Mehrheit im Land unterhielten. Von 2008 bis 2012 war er Staatssekretär des serbischen Ministeriums für Kosovo und Metochien.
Im Jahr 2016 wurde er wegen angeblicher Kriegsverbrechen im Kosovokrieg von einem Gericht, das die EU-Mission EULEX im Kosovo eingerichtet hatte, zu einer neunjährigen Freiheitsstrafe verurteilt. Auf seine Berufung hin wurde das Urteil im Februar 2017 aufgehoben, Ivanović auf freien Fuß gesetzt und ein neues Strafverfahren eingeleitet.
In den Jahren vor seiner Ermordung geriet Ivanović mit der Belgrader Regierung zunehmend in Konflikt. Sein Auto wurde von Unbekannten in Brand gesteckt. Im Kommunalwahlkampf 2017 kritisierte er die serbische Regierung von Aleksandar Vučić offen und äußerte, die Serben im Kosovo hätten heutzutage keine Angst mehr vor albanischen Extremisten, sondern vor kriminellen und extremistischen Serben.
Am 16. Januar 2018 wurde Ivanović in Nord-Mitrovica, dem nördlich des Flusses Ibar gelegenen Teil der Stadt Mitrovica, aus einem vorbeifahrenden Auto von Unbekannten erschossen. Die für diesen Tag angesetzten Gespräche zwischen Vertretern des Kosovo und Serbiens in Brüssel wurden nach dem Attentat zunächst abgesagt.

## Privates
Ivanović sprach neben seiner Muttersprache Serbisch auch Albanisch sowie Italienisch und Englisch. Er war mit Milena Popović Ivanović verheiratet und hatte mit ihr vier Söhne.